# Barry Nicholson
Barry Nicholson est un footballeur écossais né le 24 août 1978 à Dumfries.

## Carrière
- 1995-2000 : Glasgow Rangers  Écosse
- 2000-2005 : Dunfermline  Écosse
- 2005-2008 : Aberdeen FC  Écosse
- 2008-2012 : Preston North End  Angleterre
- 2012-2013 : Fleetwood Town  Angleterre
- depuis 2013 : Kilmarnock FC  Écosse[1]

## Sélections
- 3 sélections et 0 buts entre 2001 et 2004 avec l'Écosse.